# بیناسکو
بیناسکو (به ایتالیایی: Beinasco) یک کومونه در ایتالیا است که در استان تورین واقع شده‌است.

## خصوصیات
بیناسکو ۶٫۸ کیلومترمربع مساحت و ۱۸٬۱۸۵ نفر جمعیت دارد و ۲۶۰ متر بالاتر از سطح دریا واقع شده‌است.

## خواهرخوانده
شهرهای Manilva و پیاترا نئم خواهرخوانده‌های بیناسکو هستند.